# Emerald Lake Hills
Emerald Lake Hills ou Emerald Hills é uma região censo-designada localizada no estado americano da Califórnia, no Condado de San Mateo. Situado no meio de colinas repletas de carvalhos entre Woodside, Redwood City e San Carlos, cercada por Edgewood Road, Alameda de las Pulgas, Farm Hill Boulevard e Interstate 280. Possui mais de 4 mil habitantes, de acordo com o censo nacional de 2020.
Emerald Lake Hills foi originalmente concebida como uma comunidade de resort para os franciscanos cansados da cidade durante a Primeira Guerra Mundial. Emerald Lake Hills na verdade consiste em duas grandes subdivisões criadas por volta de 1920: Emerald Lake (embora existam dois lagos) e Emerald Hills. Os moradores referem-se à região por Emerald Hills ou por Emerald Lake Hills. O nome Emerald Hills agora é mais comumente adotado devido às regras de designação de correspondência, pois os Correios dos EUA permitiriam apenas um nome de duas palavras.

## Geografia
De acordo com o Departamento do Censo dos Estados Unidos, a região tem uma área de 3,08 km², dos quais 3,06 km² estão cobertos por terra e 0,02 km² (0,6%) por água.

### Localidades na vizinhança
O diagrama seguinte representa as localidades num raio de 8 km ao redor de Emerald Lake Hills.

## Demografia

### Censo 2020
Segundo o censo nacional de 2020, a sua população é de 4 406 habitantes e sua densidade populacional de 1 438,9 hab/km². Seu crescimento populacional na última década foi de 3,0%, abaixo do crescimento estadual de 6,1%.
Possui 1 665 residências que resulta em uma densidade de 543,8 residências/km² e um aumento de 3,2% em relação ao censo anterior. Deste total, 3,7% das unidades habitacionais estão desocupadas. A média de ocupação é de 2,7 pessoas por residência.
A renda familiar média é de 229 167 dólares e a taxa de emprego é de 61,5%.

## Curiosidades
Seu nome inspirou os criadores de Sonic the hedgehog 2, a criarem a primeira fase desse jogo chamada "Emerald Hill".